# Fernando Primo de Rivera y Sáenz de Heredia
Fernando Primo de Rivera y Sáenz de Heredia (Madrid, 31 de mayo de 1908 - Madrid, 23 de agosto de 1936) fue hijo del dictador Miguel Primo de Rivera y hermano del fundador de Falange, José Antonio Primo de Rivera. Fue asesinado, víctima de la represión en la zona republicana, al comienzo de la Guerra civil.

## Biografía
Militar de Caballería, aviador y médico de profesión, fue colaborador de su hermano en la estructura de Falange. Fernando Primo de Rivera formó parte de la conspiración golpista que pretendía derribar al gobierno republicano, haciéndose cargo de la organización de la Falange madrileña de cara a la sublevación militar. Sin embargo, a pesar de su participación en la conjura, era pesimista y no tenía ninguna confianza en el triunfo de la sublevación militar en Madrid. Tras el estallido de la guerra civil fue detenido por milicianos republicanos y llevado preso a la Cárcel Modelo de Madrid. La noche del 22 al 23 de agosto de 1936, durante la llamada matanza de la Cárcel Modelo, fue ejecutado junto a los políticos Melquíades Álvarez, Manuel Rico Avello y Julio Ruiz de Alda, entre otros.
Su hijo Miguel Primo de Rivera y Urquijo fue procurador en las Cortes franquistas y alcalde de Jerez de la Frontera. Tuvo una hija, Rosario Primo de Rivera, segunda esposa del torero Luis Miguel Dominguín, sin descendencia.